# Synalpheus laevimanus
Synalpheus laevimanus is een garnalensoort uit de familie van de Alpheidae.